# 光武 (旭日の艦隊)
『光武』は、架空戦記『旭日の艦隊』に登場する架空の軍用機。

## 特徴
機種は『艦上急降下攻撃機』となっている。この表記からわかる様に急降下爆撃が可能である。また対艦船・対地攻撃の他、戦闘機としての能力も高い。外観はややアヒルの嘴を思わせる機首と機尾に取り付けられたY字型尾翼の根元にジェットエンジン2基があり、その上に制動板が設置されている。

### 諸元
- 全長:11.96m
- 全幅:13.76m
- 全備重量:7110kg
- 最高時速:760km/h
- 乗員:1名
- 発動機:火流-20ジェットエンジン×2基(推力各1,620kg)
- 武装
  - 七型30mm機関砲ｘ2門（機首）
  - 爆弾:五〇番通常爆弾二型2発(最大搭載量1500kg)

## 光武改
大戦後半から投入された改良型。超音速飛行が可能。コミック版では機首、尾翼にオリジナルの面影を残しているもののベースはF-4ファントムであった。また機関砲は機首真中に一門のみになっている。

## OVAでの光武・光武改

### 光武
第3巻より登場し原作同様ジブラルタル要塞を空爆した後、9巻で潜水空母スレイブニルS型を攻撃し、撃沈した。
この攻撃は原作、コミックでは対潜攻撃機「稲妻」および神風型対潜駆逐艦があげたものである。なお、外観は原作に近いが尾翼の真中にジェットエンジンが付けられている。

### 光武改
第14巻より登場し対地、対艦攻撃だけではなく原作では無かったホルス16迎撃も行い、OVA終盤では旭日艦隊のみならず、高杉艦隊の艦載機としても登場した。
外観はF-101 ヴードゥー そのものであり、オリジナルが空戦能力が欠如し迎撃機・偵察機としか機能しなかったがこちらも同様である。旭日艦隊仕様の機体色は水色ベース、高杉艦隊仕様は緑と灰色のツートンカラー＝旧海軍機カラーだった。